# Massacre de Sivas (1400)
 (octobre 2023).
Le massacre de Sivas, en 1400, est un des massacres durant la bataille d'Ankara entre les forces ottomanes et les forces timourides. Ce massacre, ordonné par le conquérant turco-mongol Tamerlan, a dévasté Sivas et tué environ 4 000 Arméniens qui tentaient de résister.

## Contexte historique
Sivas était une ville importante de la région centrale de l'Anatolie qui avait une population mixte de Turcs et d'Arméniens qui coexistaient pacifiquement jusqu'à l'arrivée de Tamerlan.
En 1400, Tamerlan et ses troupes envahissent la ville, mettant fin à plusieurs siècles de culture et de prospérité,
La résistance des Arméniens de Sivas est rapidement écrasée par l'armée de Tamerlan,,,

## Conséquences
Ce massacre a des conséquences durables sur la région de Sivas qui connaît ensuite une période de déclin économique et culturel. Les Arméniens de la région ont été décimés, leur communauté perdant une grande partie de son influence culturelle.